# Carrusel
Carrusel fou un programa de televisió emès per Televisió Espanyola en la temporada de 1960. Fou la primera experiència televisiva a Espanya del periodista Joaquín Soler Serrano. Emès des dels estudis de Miramar de Barcelona, el programa estava format per una amalgama de jocs i concursos. Entre ells, el clàssic de preguntes i respostes, amb la particularitat que el concursant era tancat en una peixera on havia de recollir bitllets amb dos, tres, quatre o cinc dits segons les respostes que hagués encertat.